# نینجاهای کوچک
نینجاهای کوچک (به انگلیسی: Mini Ninjas) یک بازی رایانه‌ای به سبک اکشن ماجراجویی که توسط شرکت آی او اینتراکتیو ساخته شده و بوسیله شرکت آیدوس در سال ۲۰۰۹ برای ویندوز، پلی‌استیشن ۳، نینتندو دی‌اس، وی و ایکس‌باکس ۳۶۰ منتشر شده‌است.

## داستان
مینی نینجا داستان دو برادر نینجا است که یکی از قدرت خود سوءاستفاده کرده و از حیوانات برای خود لشکری فراهم کرده، برادر دیگر یک مربی در کوهستان نینجا است و چندین کودک یتیم را آموزش نظامی داده پس از دیدن اقدامات برادر خود مثل تشکیل لشکر و زندانی کردن شاگردها و حمله به روستاها و شهرها او مجبور به فرستادن شاگردهای خود برای مبارزه با او می‌شود و در آخر هم اورا شکست می‌دهد.